# Katakrese
Katakrese (af græsk katachresis 'misbrug', af kata- og chresthai'bruge'.) er i retorikken betegnelsen på en død metafor, dvs. en metafor som er blevet en del af hverdagssproget i en sådan grad, at den ikke længere opfattes som en metafor. Eksempler kan være bordben og guitarhals.
De mange katakreser i sprog viser, at billedsprog er et grundlæggende træk ved alt sprogbrug. Nye metaforer vil på et tidspunkt miste deres metaforiske effekt og glide ind i daglig tale som almindelige udtryk.